# 尼盖无心菜
尼盖无心菜（学名：Arenaria neelgerrensis）为石竹科无心菜属的植物。分布在巴基斯坦、印度、尼泊尔以及中国大陆的西藏等地，生长于海拔3,200米至4,090米的地区，多生于冷杉林下、河滩草地、高山草甸或山坡石缝中，目前尚未由人工引种栽培。